# عباس‌آباد (آختاچی شرقی)
عباس‌آباد (آختاچی شرقی)، روستایی از توابع بخش سیمینه شهرستان بوکان در استان آذربایجان غربی ایران است.

## جمعیت
این روستا در دهستان آختاچی شرقی قرار دارد و براساس سرشماری مرکز آمار ایران در سال ۱۳۸۵، جمعیت آن ۳۴۲ نفر (۵۸ خانوار) بوده‌است.